# Campeonato Francês de Futebol da USFSA
O Campeonato Francês de Futebol organizado pela USFSA foi a competição nacional pioneira de futebol da França. Durou de 1894 a 1919, não sendo realizada por quatro anos, devido à Primeira Guerra Mundial.

## Lista de campeões
| Ano  | Campeão           | Vicecampeão            | Placar     |
| 1894 | Standard AC       | White-Rovers           | 2-2 (2-0)1 |
| 1895 | Standard AC       | White-Rovers           | 3-1        |
| 1896 | Club Français     | White-Rovers           | –2         |
| 1897 | Standard AC       | White-Rovers           | –2         |
| 1898 | Standard AC       | Club Français          | –2         |
| 1899 | Le Havre AC       | Standard AC            | –3         |
| 1900 | Le Havre AC       | Club Français          | 1-0        |
| 1901 | Standard AC       | Le Havre AC            | 1-1 (6-1)1 |
| 1902 | RC Roubaix        | RC France              | 4-3        |
| 1903 | RC Roubaix        | RC France              | 2-2 (3-1)1 |
| 1904 | RC Roubaix        | United Sports Club     | 4-2        |
| 1905 | Gallia Club Paris | RC Roubaix             | 1-0        |
| 1906 | RC Roubaix        | CA Paris               | 4-1        |
| 1907 | RC France         | RC Roubaix             | 3-2        |
| 1908 | RC Roubaix        | RC France              | 2-1        |
| 1909 | SH Marseille      | CA Paris               | 3-2        |
| 1910 | US Tourcoing      | SH Marseille           | 7-2        |
| 1911 | SH Marseille      | RC France              | 3-2        |
| 1912 | Stade Raphaëlois  | AS Française           | 2-1 (pro)  |
| 1913 | SH Marseille      | FC Rouen               | 1-0 (pro)  |
| 1914 | Olympique Lillois | Olympique de Cette     | 3-0        |
| 1919 | Le Havre AC       | Olympique de Marseille | 4-1        |

1Os placares em parênteses são de um segundo jogo realizado devido ao empate no primeiro.

2Nos anos 1896, 1897 e 1898, o campeonato foi decidido por pontos corridos, não havendo uma final.

3Em 1899, o Club Français desistiu de jogar a final, dando o título automaticamente ao Le Havre AC.

## Títulos por equipe
| Clube        | Títulos | Anos que em que venceu       |
| Standard AC  | 5       | 1894, 1895, 1897, 1898, 1901 |
| RC Roubaix   | 5       | 1902, 1903, 1904, 1906, 1908 |
| SH Marseille | 3       | 1909, 1911, 1913             |
| Le Havre AC  | 3       | 1899, 1900, 1919             |